# Fritz Reiche
Fritz Reiche (Berlim, 4 de julho de 1883 — Nova Iorque, 14 de janeiro de 1969) foi um físico alemão.
Foi aluno de Max Planck e um colega de Albert Einstein, que contribuiu significantemente para o desenvolvimento inicial da mecânica quântica.
Reiche publicou mais de 55 artigos científicos e livros, incluindo The Quantum Theory.
Após estudar na Alemanha, Reich imigrou para os Estados Unidos em 1941, trabalhando na NASA e na Marinha dos Estados Unidos, em projetos relacionados com a velocidade supersônica.